# 스토모조아속
스토모조아속(Stomozoa)은 무관해초목에 속하는 피낭동물 속이다. 4종을 포함하고 있다. 스토모조아과(Stomozoidae)의 유일속이다.

## 하위 종
- S. australiensis Kott, 1990
- S. bellissima Kott, 1990
- S. gigantea (Van Name, 1921)
- S. murrayi Kott, 1957 - 최근 S. roseola의 이종으로 분류함.
- S. roseola (Millar, 1955)